# Green Method-緑の中庸秩序系-
『Green Method-緑の中庸秩序系-』（グリーンメソッド みどりのちゅうようちつじょけい）は、2004年9月15日にリリースされた浅倉大介のアルバム。発売元はDarwin Record。

## 概要
2004年から2005年にかけて、1年間で虹の七色をモチーフとした7枚のアルバムを制作するというコンセプトのもとリリースされたアルバム「Quantum Mechanics Rainbow」シリーズの第4弾。本作は「緑」をモチーフとして制作。オリコン週間インディーズチャートでは5位にランクインし、累計売上は0.3万枚を記録した。
「Trick Scan -chloroplast ver.-」は、PS2用ゲーム『めいわく星人パニックメーカー』タイトル曲のリミックス。

## 収録曲
1. The forbidden fruit -kindan no mi-
  - 作曲・編曲：浅倉大介
2. Personal Safety
  - 作詞：麻倉真琴　作曲・編曲：浅倉大介
  - ボーカル：藤田真由美
3. Quantum Mechanics Rainbow Ⅳ
  - 作曲・編曲：浅倉大介
4. Trick Scan -chloroplast ver.-
  - 作曲・編曲：浅倉大介
5. Jade of sorrow
  - 作詞：井上秋緒　作曲・編曲：浅倉大介
  - ボーカル：戸苅朋勇　ラップ：HIDE（Dt.）
6. étude on G-String
  - 作曲・編曲：浅倉大介
7. Paranoia Method
  - 作詞：麻倉真琴　作曲・編曲：浅倉大介
  - ボーカル：橋本真依
8. The Garden of Eden -Adam and Eve-
  - 作曲・編曲：浅倉大介

## エンジニア
- Recorded&Mixed by Daisuke Asakura
- Assisted by Takashi Ikito
- Mastered by Yasuji Maeda